# Samköp
Samköp, eller co-buying, syftar på en företeelse som innebär att en större grupp individer går samman för att tillsammans förhandla fram ett lägre pris på varor eller avtal. Det senare begreppet myntades av Håkan Ramsin. 
I Sverige kan företeelsen spåras till år 1850, då det första kooperativa företaget i Sverige startades. Den hårda tiden under första världskriget fick många att sluta sig samman i konsumentföreningar, som byggde på denna princip, vilket ledde till att samköpandet spred sig över landet. I modern tid finns flera exempel på verksamheter som bygger på detta koncept. En av Sveriges äldsta och fortfarande verksamma samköpsorganisationer är LRF Samköp som bildades 1943. (LRF Samköp ingår i LRF-koncernen och samordnar inköp för LRF:s medlemmar och företag huvudsakligen inom de gröna näringarna.) Bland dagligvaruhandeln återfinns Coop Dagligvaruhandel, vars verksamhet grundar sig samköpsprincipen.. År 1999 grundades letsbuyit.com av Johan Staël von Holstein, ett företag som jobbade enligt samma princip men i mindre skala. Håkan Ramsin hjälpte sedan tillsammans med bland andra Fredrik Kilenius till att sprida fenomenet till företagsvärlden, i form av en plats i styrelsen på Lessmore, som sedan starten år 2000 också jobbar efter samköpsprincipen, fast med inriktning mot företag. För privatpersoner finns en rad svenska sajter som arbetar utifrån samköpsprincipen. 